# Wleń
Wleń (niem. Lähn) – miasto leżące na Dolnym Śląsku, w województwie dolnośląskim, w powiecie lwóweckim, siedziba gminy miejsko-wiejskiej Wleń. W latach 1975–1998 miasto administracyjnie należało do województwa jeleniogórskiego.
Według danych GUS z 1 stycznia 2024 r. miasto liczyło 1569 mieszkańców (898. miejsce w kraju).

## Nazwa
W historii notowano wiele zapisów nazw po łacinie, polsku oraz niemiecku jak Lenno, Lähn, Lenum, Vlean, Uulan, Yulan, Wlan, Lan, Valan, Welen. Nazwa prawdopodobnie wywodzi się od staropolskiej nazwy na umocnienie ziemne wał. Heinrich Adamy w swoim dziele o nazwach miejscowości na Śląsku wydanym w 1888 roku we Wrocławiu wymienia dwie nazwy miasta zanotowane w dokumentach z 1146 roku Wlan oraz Valan podając ich znaczenie "Bollwerk" - "bastion" oraz "Wall gegen Bohmen" - "wał przeciw Czechom".
Jedna z pierwszych udokumentowanych wzmianek dotycząca miasta pochodzi z 22 kwietnia 1228 r. wymieniono w niej 3 nazwy miasta: Wlen, Uulan i Yulan, później także Vlean. Podawane są również nazwy Birkenau oraz Brzozowo która nawiązywała do faktu, że pod rozbudowę osady wykarczowano brzozowy las.
Nazwę miejscowości w zlatynizowanej formie "Leen" wymienia spisany ok. 1300 roku średniowieczny łaciński utwór opisujący żywot świętej Jadwigi Vita Sanctae Hedwigis. Na jednym z dokumentów z 1353 r. przechowywanym w archiwum wiedeńskim przywieszona jest pieczęć Wlenia z łacińskim napisem: SIGILLUM CIVITIS LEN. Z 1443 roku pochodzi pieczęć sądowa z napisem łacińskim: S`SCABIORVM IN LEN. Natomiast z XVII wieku pochodzą pieczęcie z napisem: SIGILLUM CIVITIS LÄHNENS ANNO 1640 oraz SIGILLUM CIVITIS LEHNENSIS 1680.
W kronice łacińskiej Liber fundationis episcopatus Vratislaviensis (pol. Księga uposażeń biskupstwa wrocławskiego) spisanej za czasów biskupa Henryka z Wierzbna w latach 1295–1305 miejscowość wymieniona jest w zlatynizowanej formie Lehen.
W roku 1613 śląski regionalista i historyk Mikołaj Henel z Prudnika wymienił miejscowość w swoim dziele o geografii Śląska pt. Silesiographia podając jej łacińską nazwę: Lehnum. W dziele Matthäusa Meriana pt. "Topographia Bohemiae, Moraviae et Silesiae" z 1650 roku miejscowość wymieniona jest pod niemieckimi nazwami Lähn, Lähen oraz starszą łacińską Lachenium. Polską nazwę Wlen oraz niemiecką Lahn w książce "Krótki rys jeografii Szląska dla nauki początkowej" wydanej w Głogówku w 1847 wymienił śląski pisarz Józef Lompa.
Nazwy niemieckie Lachn, Lechn oraz polską Wleń wymienia Słownik geograficzny Królestwa Polskiego wydany na przełomie XIX i XX wieku.

## Położenie
Miasto i Gmina Wleń są położone w południowo-zachodniej części województwa dolnośląskiego w powiecie lwóweckim nad Bobrem i Wierzbnikiem.
Wleń leży w Sudetach Zachodnich, na Pogórzu Izerskim, na pograniczu z Pogórzem Kaczawskim i Górami Kaczawskimi, przy skrzyżowaniu dróg lokalnych do Pławnej, Kleczy, Jeleniej Góry, Lwówka Śląskiego. Niedaleko przebiega droga wojewódzka nr 297 Bolesławiec – Jelenia Góra.
Miasteczko położone jest u podnóża jednego z najstarszych murowanych zamków na Śląsku: zamku Wleński Gródek. Tuż pod zamczyskiem znajduje się kompleks pałacowy Lenno.
Z miasta można dojechać do sąsiednich ośrodków autobusami PKS Tour. W mieście istnieje stacja kolejowa, zamknięta w 2016 roku.

## Historia

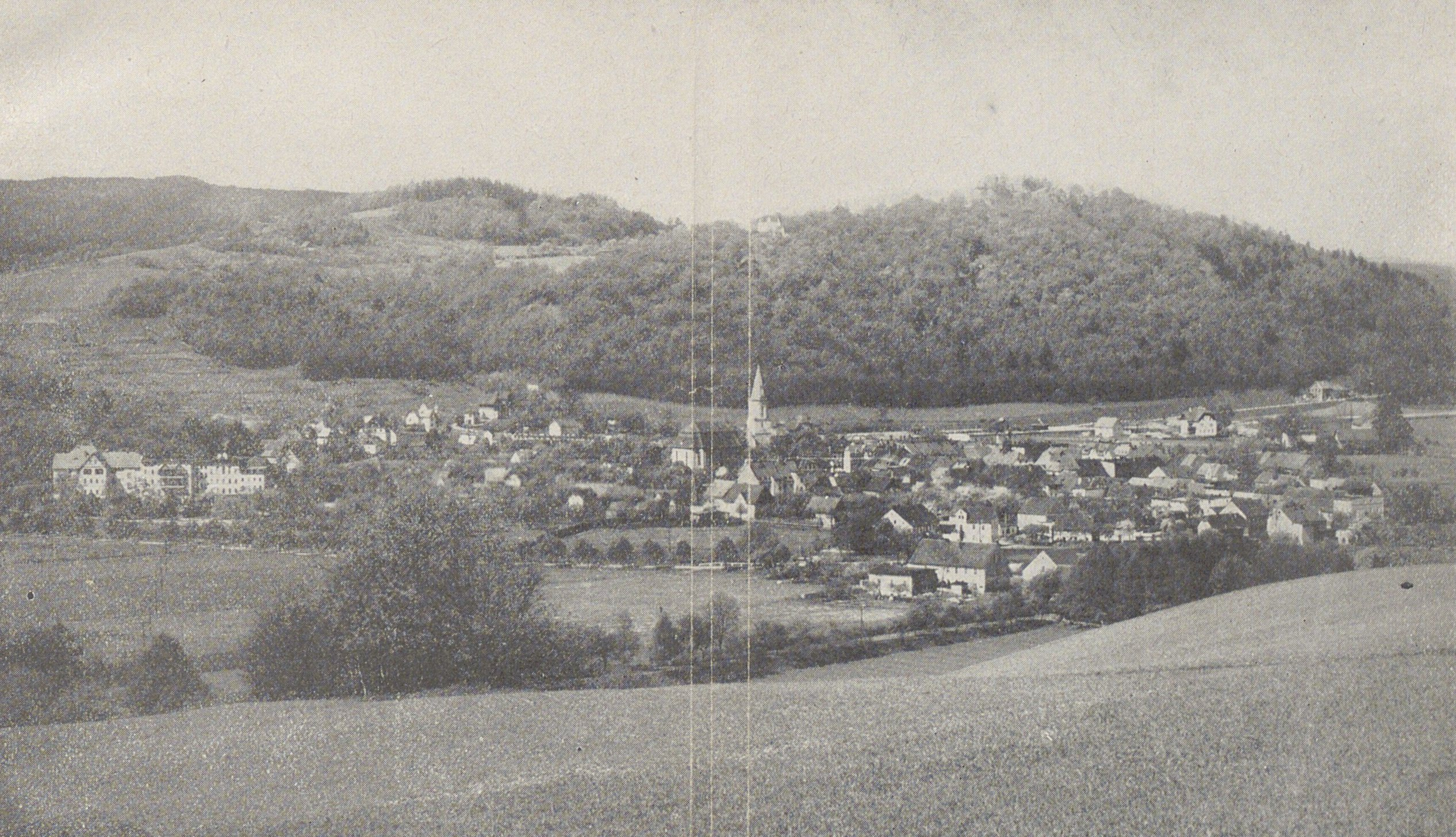
Widok miejscowości w 1922

Początek osadzie dało podgrodzie, które ok. 1214 zostało przeniesione nad zakole rzeki i stało się osadą rybacką związaną ściśle z pobliską kasztelanią. 
Prawa miejskie zostały nadane przed 1261. Proces kształtowania ówczesnych osad w miastach był długotrwały, mijały nieraz lata zachodzących przemian. 

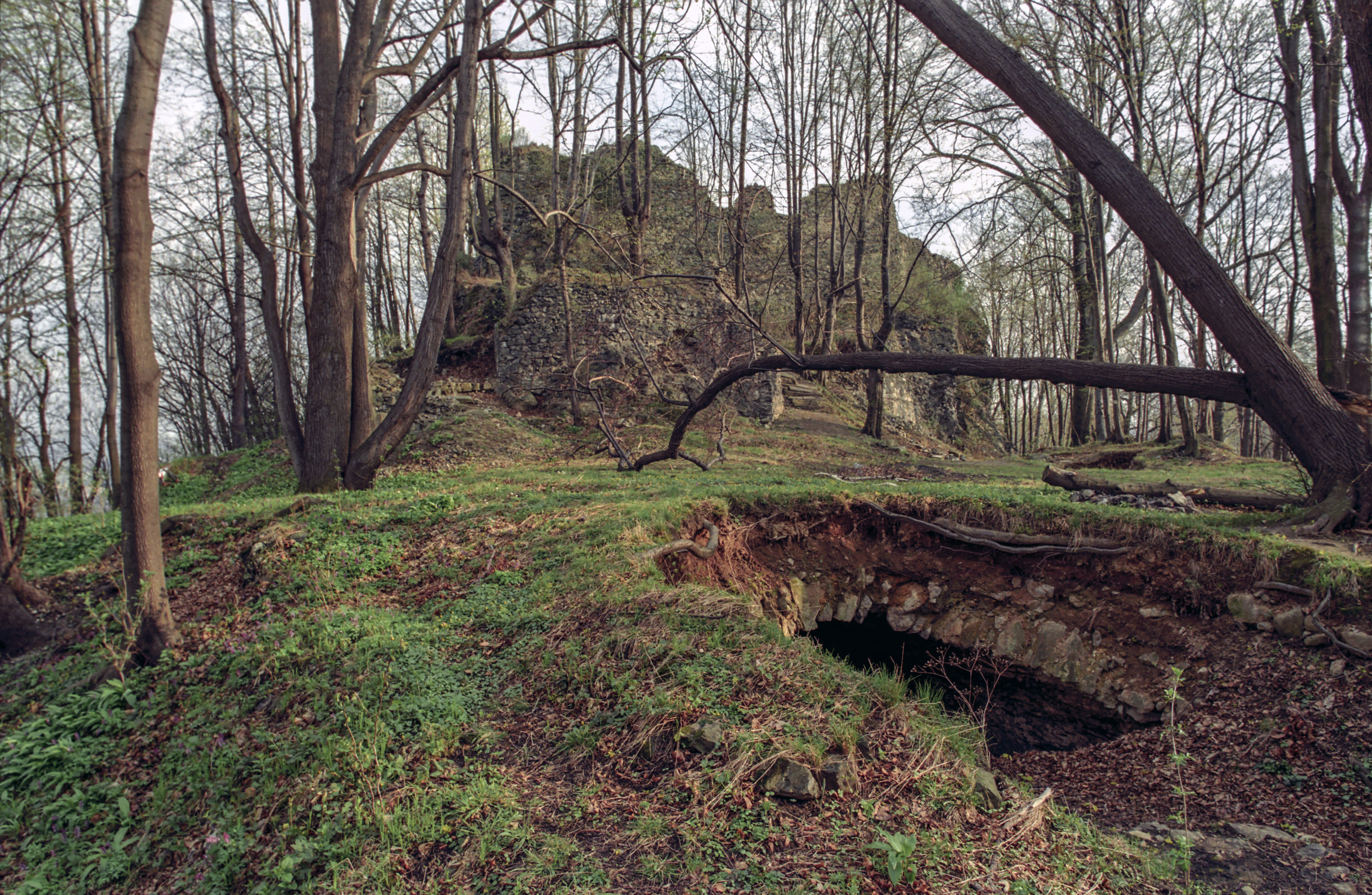
Ruiny zamku

Lata 1278-1368 były okresem intensywnego rozwoju miasta. Wleń uzyskuje liczne przywileje jak: prawo bicia złotych i srebrnych monet, prawo handlu suknem, pobieranie cła pieszego, prawo targu solą oraz prawo mili. Były to czasy rządów Bolka I, Bernarda Świdnickiego, Henryka I Jaworskiego i Bolka II. Powstawały nowe budynki użyteczności publicznej jak: ratusz, łaźnia miejska oraz domy bogatych patrycjuszy miejskich.
Następne lata były czasami powolnego upadku znaczenia miasta. Powodem słabego rozwoju Wlenia był brak murów miejskich, niefortunne ulokowanie w wąskiej dolinie, nieudolne rządy panów miasteczka oraz liczne powodzie których łącznie było ponad 70. Ostatnia zniszczyła miasto w 1997 roku. Innym powodem upadku miasta było to że dynamicznie rozwijająca się Jelenia Góra oraz pobliski Lwówek zdominowały handel i rzemiosło na tym terenie. W następnych latach trwające ruchy religijne, zarazy, liczne powodzie i pożary poważnie rujnowały miasto. W roku 1813 w czasie trwania bitwy nad Bobrem, między wojskami Napoleona a generała Kajzerowa miasto prawie doszczętnie spłonęło.
Dopiero II połowa XIX wieku przyniosły miastu ponowny rozwój gospodarczy. Wykorzystano panujące tu warunki mikroklimatyczne, które przyczyniły się do uznania Wlenia jako miejscowość uzdrowiskowo-wypoczynkową. Znajdujące się na terenie miasta pięknie położone nad Bobrem Sanatorium Rehabilitacyjne świadczy usługi w zakresie balneologicznym.
W 1945 r. zajęte przez wojska radzieckie miasto przekazano Polsce, dotychczasowa ludność Wlenia została wysiedlona do Niemiec. 7 maja 1946 oficjalnie zatwierdzono obecną nazwę.

## Zabytki

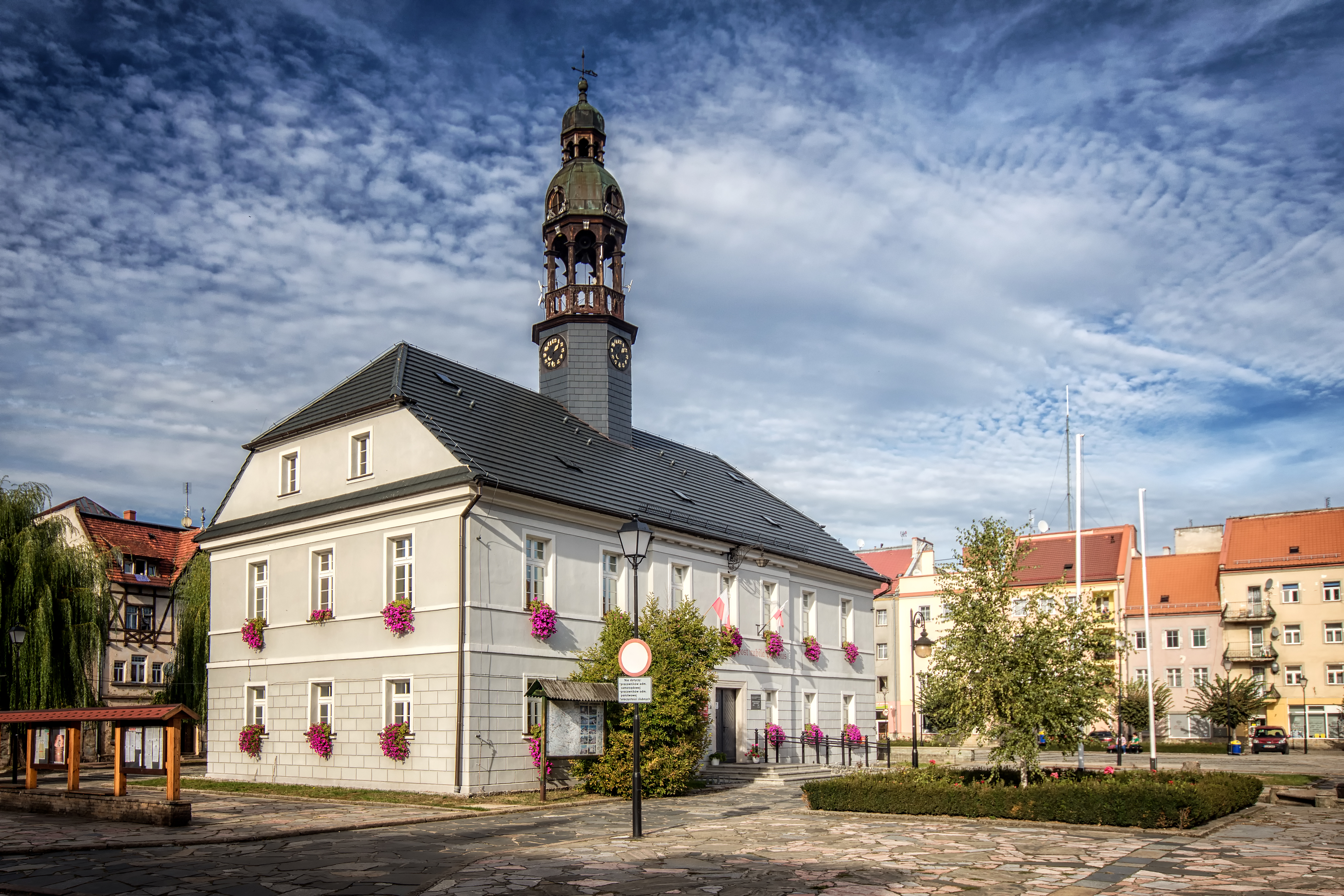
Ratusz we Wleniu

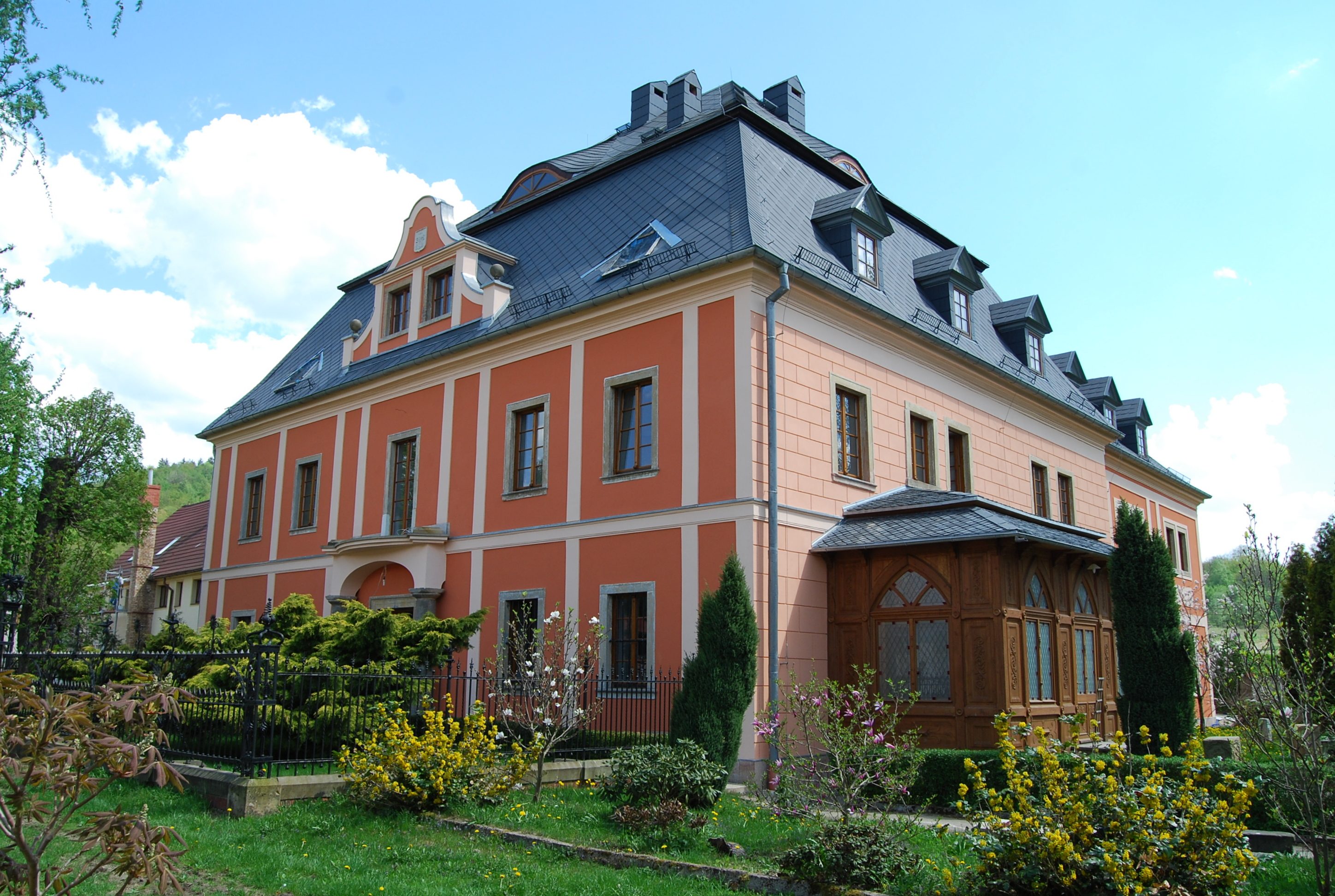
Pałac we Wleniu

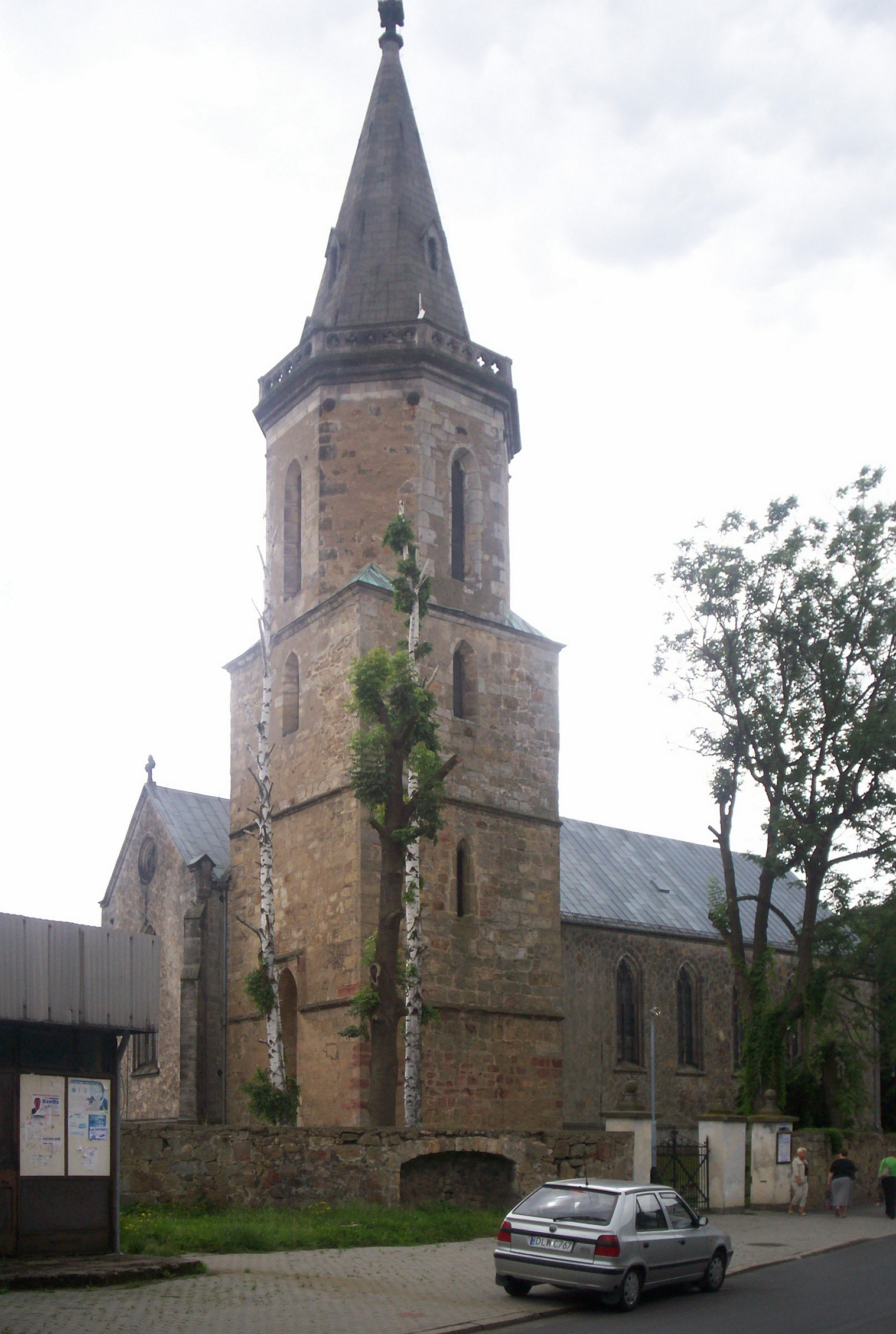
Kościół św. Mikołaja

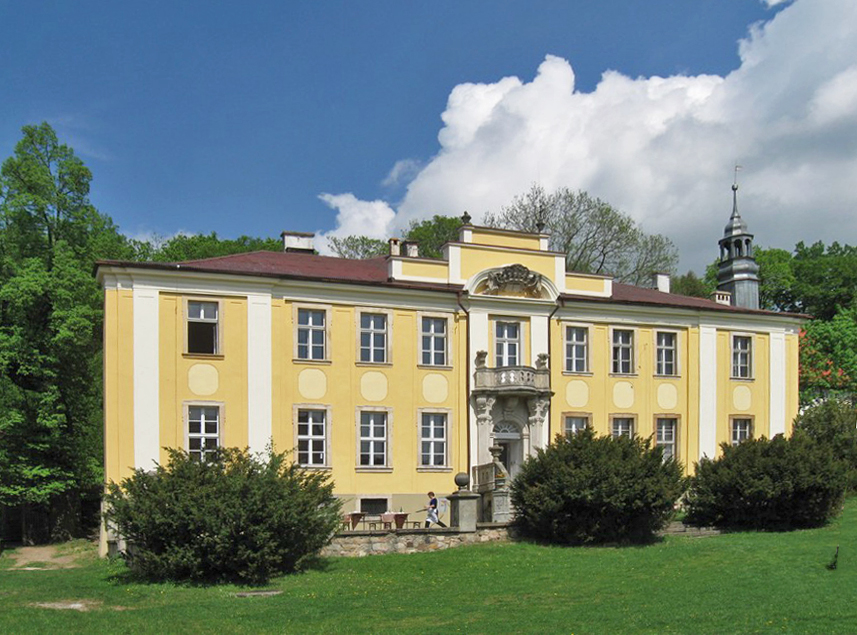
Pałac Lenno

Wleń zachował znaczną część architektury staromiejskiej. Wśród zabudowy wyróżniają się ratusz, kościół pw. św. Mikołaja oraz położony nieopodal zamek wleński. Jednak zabytków jest znacznie więcej.
Do wojewódzkiego rejestru zabytków wpisane są:
- miasto
- cmentarz ewangelicki, obecnie rzym.-kat., ul. Górska, z pierwszej połowy XIX w.:
  - ogrodzenie z bramkami
  - cztery kaplice grobowe
- cmentarz katolicki, przy kościele, z XV w., XVII-XIX w., ul. Kościelna
- ratusz, z XVIII w. - został wzniesiony w pierwszej połowie XIV wieku. Fakt ten potwierdza zachowany dokument księcia Bolka II i Księżnej Anny pochodzący z 3 lipca 1353 roku. W obecnej postaci powstał w latach 1823-1824. Miało to miejsce po olbrzymim pożarze miasta który miała miejsce w roku 1813. Wleński ratusz to budynek skromny, jednopiętrowy, kryty spadzistym dachem i zwieńczony wieżą z galeryjką, która nakryta jest hełmem z prześwitem. Wieżę ową rekonstruowano w 1994 roku. Nad wejściem do ratusza umieszczono napis: Post nubila Phocbus-Excinere phoenix 1823-24 co oznacza Po deszczu słońce z popiołów odradza się Feniks
- dom, ul. Bohaterów Nysy 34, XVII w., 1890 r.
- willa, ul. Górska 1, z 1912 r. jedna z licznych willi m.in. przy ul. Górskiej, Batorego, Pocztowej
- kamienica, ul. Kościelna 1, XIX/XX w.
- dom, ul. Kościelna 31, drewniany, z połowy XIX wieku. Wpisany do rejestru zabytków 6 stycznia 1987 roku pod numerem 391/884/J. Jest to jedyny budynek, który ocalał z pożaru w 1813 roku. W marcu 2019 roku z powodu zagrożenie zawaleniem Urząd Miasta podjął decyzję o rozebraniu dachu[16]. Budynek jest własnością prywatną, a z powodu braku kontaktu właścicielem zgodę na rozbiórkę wyraził Wojewódzki Inspektor Ochrony Zabytków Oddział w Jeleniej Górze[17].
- pałac książęcy, ul. Winiogórska 1, z XVI-XIX w.; jest to obiekt prezentujący styl baroku francuskiego pochodzący prawdopodobnie z XVI wieku. Wielokrotnie przebudowywany i modernizowany. Od strony dziedzińca znajduje się dwuprzęsłowy podcień wsparty na kolumnach, nad którym umieszczono osiem herbów rodów śląskich.

inne zabytki:
- kościół pw. św. Mikołaja Biskupa - powstał z fundacji biskupa Wawrzyńca w latach 1215-1217. Poważnej modernizacji uległ w latach 1863-1864 zyskał wtedy charakter neogotycki. Z czasów średniowiecza zachowała się czworoboczna wieża z 1500 roku. We wnętrzu na uwagę zasługuje renesansowa chrzcielnica pochodząca z XVI wieku. W murze cmentarnym płyty nagrobne z XVII wieku.
- kościół pw. św. Jadwigi - po raz pierwszy w dokumentach wymieniony jest już w roku 1346. Niestety pierwotna budowla nie przetrwała do naszych czasów, została zniszczona podczas wojny trzydziestoletniej. Wkrótce na jej fundamentach wzniesiono nowy obiekt co miało miejsce w roku 1622. Obiekt został zmodernizowany i poddany renowacji w XVIII wieku. Po zakończeniu II wojny światowej opuszczony kościół popadł w ruinę i został zdewastowany. Wyremontowano go dwukrotnie w roku 1978 i 1994. Jest to skromny kościół jednonawowy, z zakrystią i prezbiterium, nakryty spadzistym dachem z niewielką wieżyczką. Przy kościele św. Jadwigi znajduje się mauzoleum rodu von Grunfeld.
- pomnik Gołębiarki - dłuta Paula Schulza z 1914[18]. Wzniesiono go z okazji 700-lecia założenia miasta. Pomnik-fontanna składa się z cokołu ozdobionego herbem miasta Wleń która umieszczona jest w niewielkim basenie z wodą. Z paszczy lwa umieszczonej w środkowej części leje się woda do owego basenu. Główna część pomnika przedstawia figurę dziewczyny z gołębiem na prawym ramieniu. W ten sposób upamiętniono tradycję gołębich targów, które od czasów średniowiecznych odbywały się w każdą środę popielcową w mieście
- zabytkowe kamieniczki - Wleński rynek otaczają zabytkowe kamieniczki głównie z XIX wieku ustawione kalenicowe do rynku. Na szczególną uwagę zasługują kamieniczki pierzei wschodniej i północnej rynku.
- krzyże pokutne - we Wleniu znajdują się dwa krzyże pokutne. Pierwszy z ich znajduje się przy drodze prowadzącej od ul. Batorego do Wleńskiego Gródka. Jest to krzyż maltański, wybudowany z piaskowca, z rzeźbą miecza i topora. Drugi z wleńskich krzyży pokutnych znajduje się na skrzyżowaniu ulic Lipowej i Dworcowej. Jest to również krzyż maltański, piaskowcowy z wyryta datą 1511
- zamek Wleński Gródek - w Łupkach był zamkiem kasztelańskim, najstarsze fragmenty murów pochodzą z XII i XIII wieku
- kapliczka Matki Boskiej - znajduje się w parku sanatoryjnym i wykonana jest z tufu wulkanicznego podarowanego Siostrom Elżbietankom przez Jana Henryka Hochberga z Książa
- budynek Sanatorium - pochodzi z 1893 roku, w następnych latach rozbudowane przez Zgromadzenie Sióstr Elżbietanek. Obecnie sanatorium jest Ośrodkiem Rehabilitacyjnym i Opiekuńczym
- pałac (Lenno) w Łupkach - obiekt ten ufundowany przez Adama Koulhasa w latach 1653-1662 prezentuje styl barokowy który to z kolei zawdzięcza przebudowie dokonanej w XVIII wieku przez Grunfelda. Na uwagę zasługują znajdujące się wewnątrz freski z XVII wieku, kamienna klatka schodowa. Nad wejściem do obiektu znajdują się herby rodowe właścicieli
- zabytkowy tunel kolejowy.

## Demografia
Piramida wieku mieszkańców Wlenia w 2014 roku.

## Gospodarka

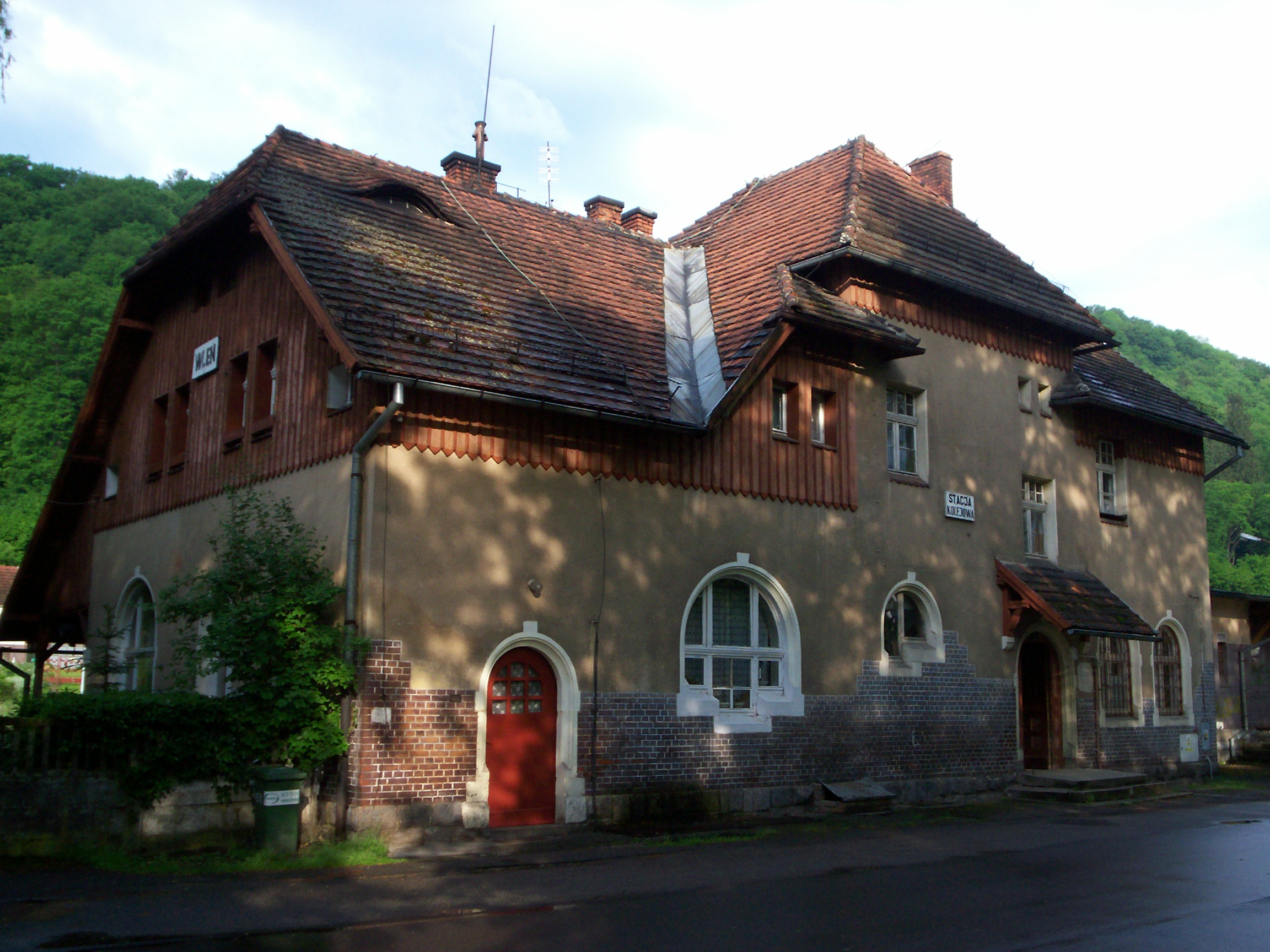
Stacja kolejowa

Wleń jest lokalnym ośrodkiem administracyjnym, usługowym i handlowym. Brak tutaj wielkiego przemysłu. Do większych firm zaliczyć można Zakład Przetwórstwa Mięsnego, Zakład Stolarski, Zakład Ogólnobudowlany, Skład Opału, Rozlewnia Wód Mineralnych. Istnieje stacja benzynowa,sklepy, punkty usługowe, serwis samochodowy, liczne gospodarstwa agroturystyczne. Miasto jest głównie nastawione na obsługę ruchu turystycznego, związanego z bliskością Karkonoszy, Szwajcarii Lwóweckiej oraz Gór Izerskich.

## Kultura
Animatorem życia kulturalnego w mieście i głównym organizatorem imprez kulturalno- rozrywkowych w mieście jest Ośrodek Kultury, Sportu i Turystyki we Wleniu. W jego strukturach działa Miejski Dom Kultury, Biblioteka Publiczna Miasta i Gminy, Informacja Turystyczna i Pole Namiotowe. W Domu Kultury działa Kino. Do imprez kulturalnych zaliczyć można Festiwal Piosenki Dziecięcej "Zakręcona Nutka", Memoriał Uliczny im. Michała Fludra, Majówkowa Zabawa Taneczna. We Wleniu działa Formacja Disco Dance Spox. Największą imprezą kulturalno-rozrywkową jest Międzynarodowy Turniej Drwali. Impreza ta odbywa się w ostatni weekend czerwca. Celem przedsięwzięcia jest prezentacja walorów turystyczno-przyrodniczych Miasta i gminy Wleń w połączeniu z dobra zabawą. Na miejskim rynku gromadzą się wtedy mężczyźni, którzy walczą o puchar i cenne nagrody. Turniej zawsze rozpoczyna hejnał z wieży ratuszowej. Równocześnie turniejowi towarzyszą Dni Wlenia. Przez dwa dni na wleńskim rynku jest tłoczno i gwarno a na scenie prezentują się lokalne oraz światowej sławy zespoły. Można wtedy (ale nie tylko) spróbować lokalnych specjałów m.in. chleba foremkowego który jest specjalnością Wlenia.

## Edukacja i sport
W mieście znajduje się Zespół Szkół przy ul. Dworcowej, a pobliskich Pilchowicach znajduje się Szkoła Podstawowa. W mieście działa Klub Sportowy "Pogoń Wleń" reprezentujący piłkę nożną. Klub rozgrywa mecze w klasie B grupy jeleniogórskiej II.

## Opieka zdrowotna, pomoc społeczna
W mieście istnieje Samodzielny Publiczny Zakład Opieki Zdrowotnej we Wleniu który świadczy usługi w zakresie świadczeń zdrowotnych:badania lekarskie i porady lekarskie, opieka ambulatoryjna, rehabilitacja lecznicza, opieka nad kobietą ciężarną i noworodkiem, szczepienia ochronne i inne działa profilaktyczne, stomatologia zachowawcza,profilaktyka i działalność oświatowo-zdrowotna, opieka nad osobami niepełnosprawnymi. W mieście istnieje Miejsko-Gminny Ośrodek Pomocy Społecznej który zajmuje się pomocą dla najbardziej potrzebujących osób z terenu miasta i gminy Wleń.

## Przyroda
Wleń leży w okolicy obfitującej w lasy, w zakolu Bobru który obfituje w pstrągi. Czyste tereny, nieskażona przyroda i spokój oraz piękne widoki zadecydowały o utworzeniu tutaj Krajobrazowego Parku Doliny Bobru. W otoczeniu miasta znajduje się Jezioro Pilchowickie powstałe przez spiętrzenie rzeki Bóbr w roku 1912, które jest doskonałym terenem rekreacyjno-spacerowym. W okolicy Wlenia znajduje się także rezerwat "Góra Zamkowa" o powierzchni 21 ha.

## Miasto w popkulturze
Miasto Wleń jest głównym miejscem akcji opowiadania "Quadrupedastra" autorstwa Łukasza Burdzińskiego w polskiej antologii grozy pt. "Krew, strach i łzy". Pilchowicka zapora i wleński zamek wykorzystane zostały także przez filmowców. W mieście nakręcono zdjęcia m.in. do filmów "Skąpani w ogniu", "Jak rozpętałem II wojnę światową", "Książę sezonu", "Droga do raju" i "Trick". Ponadto we Wleniu nagrano także zdjęcia do serialu dokumentalnego "Ikony srebrnego ekranu".